# Ioachim Miloia
Ioachim Miloia (n. 3 mai 1897, Ferendia, Timiș – d. 25 martie 1940, Cluj) a fost un istoric român, director al Muzeului Banatului și profesor la Academia de Arte Frumoase din Cluj, transferată în 1933 la Timișoara.

## Studii
Ioachim Mioia a fost fiul învățătorului Achim Miloia și a Mariei (n. Popescu). Școala primară a făcut-o la Ferendia, avîndu-l învățător pe tatăl său. În 1908 tatăl său a fost numit revizor școlar pe lângă Comitetul eparhial din Caransebeș, ca urmare familia s-a mutat acolo. Ioachim a urmat la Caransebeș liceul (până în 1916) și Institutul Pedagogic Diecezan („Academia Teologică”), după care, între 1919–1920 a urmat timp de un an Facultatea de Litere (înscris direct în anul III) și Academia de Belle-Arte la București. În 1920 a plecat la studii în Italia, unde în 1922 a absolvit Academia de Arte Frumoase din Roma (it). În continuare s-a înscris în anul III la Universitatea din Roma, iar în 1924 și-a susținut teza de doctorat cu titlul Curentul goticului internațional și frații Lorenzo și Jacopo Salimbeni din Sanseverino. În aprilie 1927 și-a susținut și teza de doctorat în litere cu titlul Legenda crucii în literatura și arta medievală.

## Activitate
Din 28 ianuarie 1928 a fost numit director al Muzeului Banatului. Bazându-se pe materialele muzeului, între 1928–1932 a editat revista Analele Banatului. De asemenea, a colaborat la revistele interbelice Banatul, Revista Institutului Social Banat-Crișana, și Luceafărul.
Începând din 1931 a studiat arhivele din Banat și s-a preocupat de obținerea spațiului necesar acestora. În 1937 s-a înființat Direcția Arhivelor Regionale Bănățene (filială a Arhivelor Statului), iar el a fost numit director și al acesteia. Tot atunci a fost numit șef al Serviciului Cultural al Municipiului Timișoara. A fost președinte al Societății de Arheologie și Istorie din Timișoara, vicepreședinte al Comisiunii Monumentelor Istorice pentru Banat, președinte al Secției cultural-artistice a Institutului Social Banat-Crișana, președinte al secției istorice și etnomuzeale a Regionalei ASTREI Bănățene, membru al Corporației eparhiale (deputat sinodal).
Ca pictor, împreună cu Catul Bogdan, a executat pictura murală din Biserica ortodoxă din Iosefin, Timișoara.
Spre sfârșitul anului 1939 starea sănătății sale s-a înrăutățit și s-a stins prematur în spital, la Cluj.

## Memoria posterității
Ioachim Miloia a fost declarat cetățean de onoare al Timișoarei, un bustul său, realizat de Gheorghe Groza (1899–1930), a fost amplasat pe Aleea Personalităților din Timișoara, iar o stradă în Timișoara îi poartă numele.